# Martial Fesselier
Martial Fesselier (* 9. Oktober 1961 in Rennes, Frankreich) ist ein ehemaliger französischer Leichtathlet. Seine Spezialdisziplin war das Sportgehen.

## Sportliche Erfolge

### World Race Walking Club
- 1983 in Bergen/Norwegen: Platz 19 über 20 km (1:26:01 h)
- 1987 in New York/USA: Platz 19 über 20 km (1:23:46 h)
- 1989 in L’Hospitalet de Llobregat/Spanien: Platz 9 über 50 km (3:54:29 h)
- 1991 in San José/USA: Platz 20 über 20 km (1:22:59 h)

### Europameisterschaften
- 1982 in Athen/Griechenland: Platz 12 über 20 km (1:32:23 h)
- 1986 in Stuttgart/Deutschland: Platz 10 über 20 km (1:26:20 h) sowie Platz 15 über 50 km (3:59:44 h)
- 1990 in Split/Jugoslawien: Platz 10 über 50 km (4:05:18 h)

### Weltmeisterschaften
- 1983 in Helsinki/Finnland: Platz 26 über 20 km (1:27:39 h)
- 1987 in Rom/Italien: Platz 13 über 20 km (1:24:51 h)
- 1991 in Tokio/Japan: Aufgabe im 50-km-Wettbewerb

### Olympische Spiele
- 1984 in Los Angeles/USA: Platz 20 über 20 km (1:29:46 h)
- 1988 in Seoul/Südkorea: Platz 16 über 20 km (1:22:43 h)
- 1992 in Barcelona/Spanien: Platz 17 über 50 km (4:07:30 h)
- 1996 in Atlanta/USA: Platz 28 über 50 km (4:04:42 h)

### Andere Wettkämpfe
- Spiele der Frankophonie 1994 in Paris/Frankreich: Platz 2 über 20 km (1:26:52 h)